# Svarthakad sydhake
Svarthakad sydhake (Leucophantes brachyurus) är en fågel i familjen sydhakar inom ordningen tättingar.

## Utseende och läte
Svarthakad sydhake är en svartvit medelstor tätting. Den är svart på ovansida, huvud och i ett smalt band under hakan. Undersidan är vit, liksom ögonbrynsstrecket och i en fläck i vingen. Arten är mycket lik svartvit sydhake, men svarthakad sydhake saknar svart på bröstsidorna, men har istället bredare vitt ögonbrynsstreck och svart på hakan. Sången består av en serie visslade toner, först fallande och sedan stigande.

## Utbredning och systematik
Svarthakad sydhake förekommer på Nya Guinea. Den delas in i tre underarter med följande utbredning:
- Leucophantes brachyurus brachyurus – förekommer i Västpapua (Vogelkop, Wandammen och Weyland)
- Leucophantes brachyurus albotaeniatus – förekommer på Nya Guinea (Geelvink Bay) och Yapen
- Leucophantes brachyurus dumasi – förekommer på norra Nya Guinea (Humboldt Bay, Sepik River)

## Levnadssätt
Svarthakad sydhake hittas inne i skogar i låglänta områden och förberg. Där ses den sitta stilla i undervegetationen, ofta på stammar eller vertikala grenar.

## Status och hot
Arten har ett stort utbredningsområde, men tros minska i antal, dock inte tillräckligt kraftigt för att den ska betraktas som hotad. Internationella naturvårdsunionen IUCN listar arten som livskraftig (LC).